# Akhamb
Akhamb (französisch Île Akam) ist eine kleine Insel der Neuen Hebriden. Sie liegt rund 1300 Meter vor der Südküste von Malakula, der zweitgrößten Insel des Inselstaats Vanuatu.

## Geografie
Die Insel erreicht eine Höhe von 22 Metern in ihrem Zentrum.
Es leben ca. 600 Menschen auf Akhamb im gleichnamigen Ort an der Nordküste. Sie liegt in der Umbeb Bay, gegenüber der Ansiedlung Faroun. Nach Südosten zieht sich ein Riff von der Insel aus ins Meer. Weitere Inseln in der Umbeb Bay liegen am Ostende der Bucht. Weiter westlich befindet sich die unbewohnte Insel Lunar (englisch Lunar Island).

## Geschichte
In den Jahren 1914 und 1915 lebte der britische Völkerkundler John Layard auf den Malakula vorgelagerten kleinen Inseln. Er brachte von seinen Feldforschungen über 400 Fotoplatten und Wachsrollen mit Tonaufnahmen mit. Originale und Kopien der Dokumente liegen im Museum of Archaeology and Anthropology, University of Cambridge.

## Linguistik
Neben der Kreolsprache Bislama werden auf Malakula und den Inseln noch über 20 verschiedene, eigenständige Sprachen gesprochen.